# ФК Хајдук Стапар сезона 1960/61
ФК Хајдук Стапар сезона 1960/61. обухвата све резултате и остале информације везане за наступ стапарског фудбалског клуба у сезони 1960/61. 
У овој сезоне, ФК Хајдук се сусрео са великим финансијским проблемима и одласком три кључна играча у Армију, те, стога није успео да се избори за опстанак у I разреду сомборског подсавеза.
Утакмица у Бездану се није одиграла због недостатка новчаних средстава за путовање у Бездан.

## Резултати

### Табела
| Место | Клуб                   | мечева | победа | нерешених | пораза | гол разлика | бодова |
| ----- | ---------------------- | ------ | ------ | --------- | ------ | ----------- | ------ |
| 1     | ФК Кордун Кљајићево    | 18     | 13     | 3         | 2      | +20         | 29     |
| 2     | ФК Трговачки Оџаци     | 18     | 12     | 3         | 3      | +35         | 27     |
| 3     | ФК Слога Чонопља       | 18     | 9      | 4         | 5      | +19         | 22     |
| 4     | ФК Раднички Ратково    | 18     | 9      | 3         | 6      | +10         | 21     |
| 5     | ФК Спорт Бездан        | 18     | 7      | 3         | 8      | +5          | 17     |
| 6     | ФК Јединство Колут     | 18     | 8      | 1         | 9      | +4          | 17     |
| 7     | ФК БСК Бачки Брестовац | 18     | 6      | 3         | 8      | +4          | 16     |
| 8     | ФК Братство Пригревица | 18     | 8      | 0         | 10     | -18         | 16     |
| 9     | ФК Хајдук Стапар       | 18     | 5      | 1         | 12     | -28         | 11     |
| 10    | ФК Панонија Лалић      | 18     | 1      | 2         | 15     | -53         | 4      |

| Датум               | Место                        | Противник              | Резултат       | Такмичење                   |  |
| 28. август 1960.    | Стапар, Југославија          | ФК Кордун Кљајићево    | 1:3            | Сомборски подсавез I разред |  |
| 4. септембар 1960.  | Чонопља, Југославија         | ФК Слога Чонопља       | 2:1            | Сомборски подсавез I разред |  |
| 11. септембар 1960. | Стапар, Југославија          | ФК Братство Пригревица | 6:4            | Сомборски подсавез I разред |  |
| 18. септембар 1960. | Оџаци, Југославија           | ФК Трговачки Оџаци     | 0:0            | Сомборски подсавез I разред |  |
| 25. септембар 1960. | Стапар, Југославија          | ФК Раднички Ратково    | 1:0            | Сомборски подсавез I разред |  |
| 2. октобар 1960.    | Колут, Југославија           | ФК Јединство Колут     | 1:2            | Сомборски подсавез I разред |  |
| 9. октобар 1960.    | Стапар, Југославија          | ФК БСК Бачки Брестовац | 0:2            | Сомборски подсавез I разред |  |
| 16. октобар 1960.   | Стапар, Југославија          | ФК Спорт Бездан        | 1:2            | Сомборски подсавез I разред |  |
| 23. октобар 1960.   | Лалић, Југославија           | ФК Панонија Лалић      | 1:4            | Сомборски подсавез I разред |  |
| није одиграно       | Кљајићево, Југославија       | ФК Кордун Кљајићево    | 3:0 (службено) | Сомборски подсавез I разред |  |
| ?                   | Стапар, Југославија          | ФК Слога Чонопља       | 0:4            | Сомборски подсавез I разред |  |
| ?                   | Пригревица, Југославија      | ФК Братство Пригревица | 6:0            | Сомборски подсавез I разред |  |
| ?                   | Стапар, Југославија          | ФК Трговачки Оџаци     | 0:4            | Сомборски подсавез I разред |  |
| ?                   | Ратково, Југославија         | ФК Раднички Ратково    | 4:0            | Сомборски подсавез I разред |  |
| ?                   | Бачки Брестовац, Југославија | ФК БСК Бачки Брестовац | 6:1            | Сомборски подсавез I разред |  |
| није одиграна       | Бездан, Југославија          | ФК Спорт Бездан        | 3:0 (службено) | Сомборски подсавез I разред |  |
| није одиграна       | Стапар, Југославија          | ФК Панонија Лалић      | 3:0 (службено) | Сомборски подсавез I разред |  |
| 11. јуни 1961.      | Кљајићево, Југославија       | ФК Кордун Кљајићево    | 6:1            | Сомборски подсавез I разред |  |